# Antipathes dendrochristos
Antipathes dendrochristos är en korallart som beskrevs av Opresko 2005. Antipathes dendrochristos ingår i släktet Antipathes och familjen Antipathidae. Inga underarter finns listade i Catalogue of Life.